# Hanae Aoyama
Hanae Aoyama (* 26. August 2002) ist eine japanische Leichtathletin, die sich auf den Sprint spezialisiert hat.

## Sportliche Laufbahn
Erste internationale Erfahrungen sammelte Hanae Aoyama im Jahr 2019, als sie bei den Jugendasienmeisterschaften in Hongkong im 100-Meter-Lauf in 11,98 s die Silbermedaille gewann. Bei den World Athletics Relays 2021 im polnischen Chorzów belegte sie mit der japanischen 4-mal-100-Meter-Staffel in 44,40 s den vierten Platz und erkämpfte damit einen Startplatz für die Olympischen Spiele in Tokio, bei denen sie mit 43,44 s in der Vorrunde ausschied. 

## Persönliche Bestleistungen
- 100 Meter: 11,56 s (−0,4 m/s), 28. März 2021 in Miyazaki
  - 60 Meter (Halle): 7,38 s, 18. März 2021 in Osaka (japanischer U20-Rekord)
- 200 Meter: 24,22 m (0,0 m/s), 25. Oktober 2020 in Hiroshima